# Rio Boucan Carré
O rio Boucan Carré é um rio do Haiti, localizado no departamento do Centro, e que dá nome a uma das comunas do Haiti.